# Шондорф
Шондорф (нім. Schondorf) — громада в Німеччині, розташована в землі Баварія. Підпорядковується адміністративному округу Верхня Баварія. Входить до складу району Ландсберг. Центр об'єднання громад Шондорф.
Площа — 6,56 км2. Населення становить 4018 ос. (станом на 31 грудня 2020).